# 李豪杰
李豪杰（1993年2月2日—），中国上海市人，围棋职业五段棋手。他2006年入段，2012年升为五段。他获2008年第4届富士通杯U15少年围棋赛男子组冠军和全国少年儿童围棋赛男子少年组冠军。他进入2011年第25届中国围棋天元战本赛4强和2012年第1届百灵杯32强。2013年他代表四川娇子队参加围乙联赛，帮助队伍夺得冠军并升入围甲联赛。

## 国内比赛成绩
2011年第25届中国围棋天元战本赛连胜芈昱廷、黄奕中、邬光亚进入4强，后负于周贺玺。

## 国际比赛成绩
2012年第1届百灵杯预选赛连胜朱剑舜、赵健男、李铭进入本赛64强，本赛首轮胜蒋蔚进入32强，后负于李康。
2013年第1届梦百合杯预选赛连胜刘星、李泰贤进入本赛64强，本赛首轮负于周睿羊。